# Keilaniemi
Keilaniemi (en suédois : Kägeludden) est une section du quartier d'Otaniemi au sud-est d'Espoo en Finlande.

## Géographie
Keilaniemi est bordé au nord par le quartier universitaire d'Otaniemi, à l'ouest par le quartier de Tapiola, à l'est par la baie Keilalahti qui sépare  Espoo et Helsinki et au sud par le golfe de Finlande.
Le centre d'Helsinki est à environ 8 kilomètres par la Länsiväylä.

## Sièges sociaux

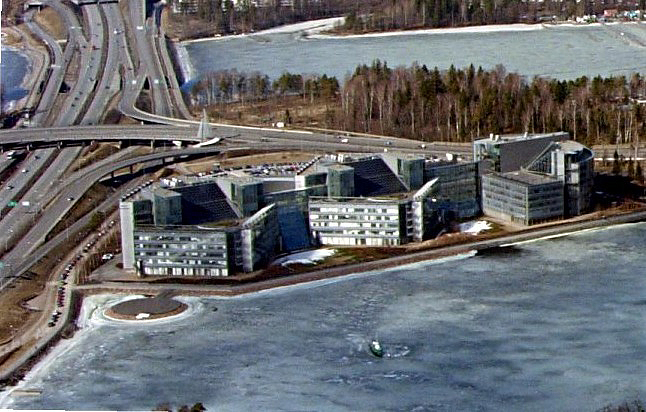
Campus de Tieto.

Keilaniemi est surtout connue pour héberger les sièges sociaux d'entreprises comme Kone, Fortum, Neste, TietoEVRY, Rovio, Gasgrid, CSC, Nixu, Innofactor et de nombreuses autres entreprises.

## Transports

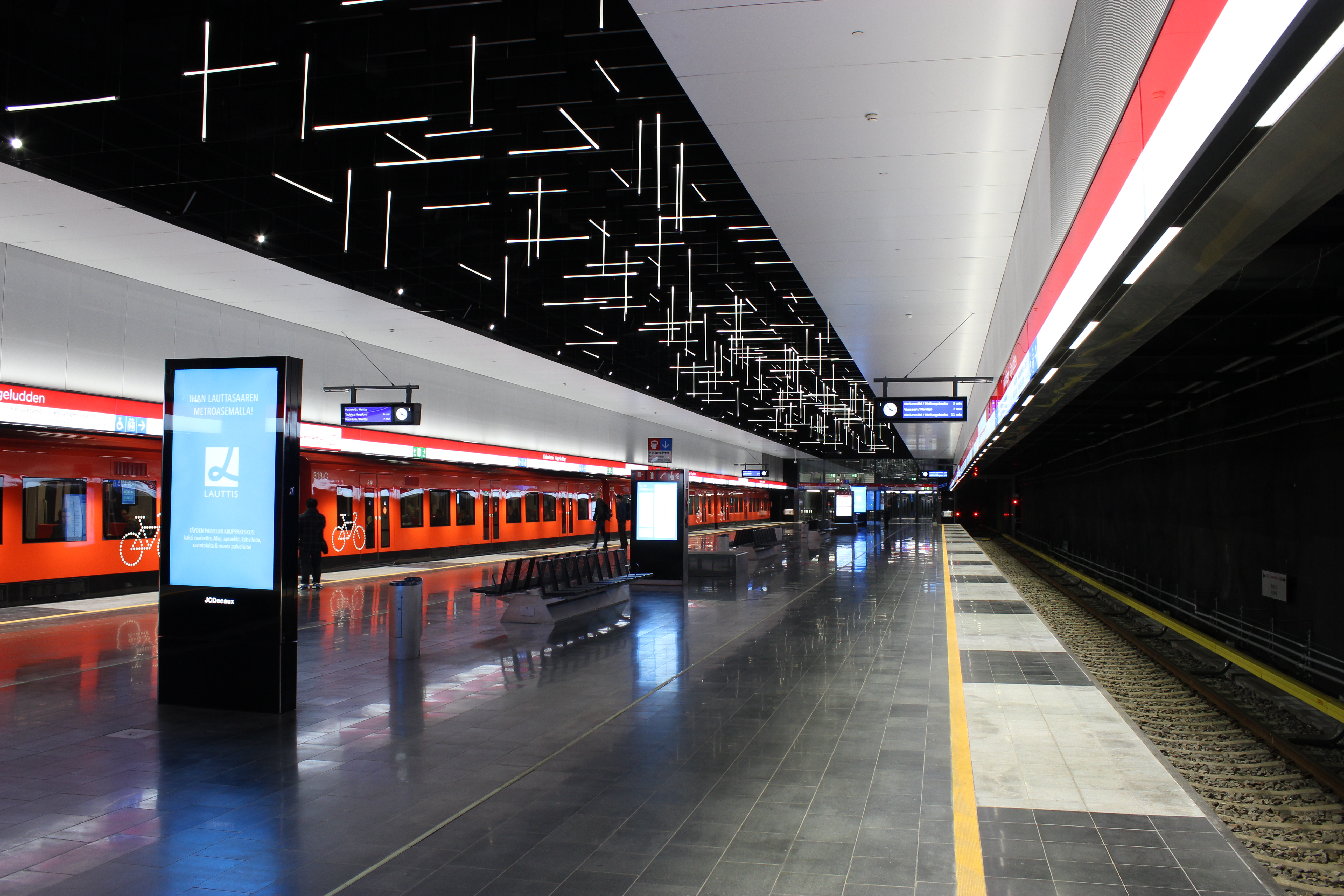
Station de métro de Keilaniemi.

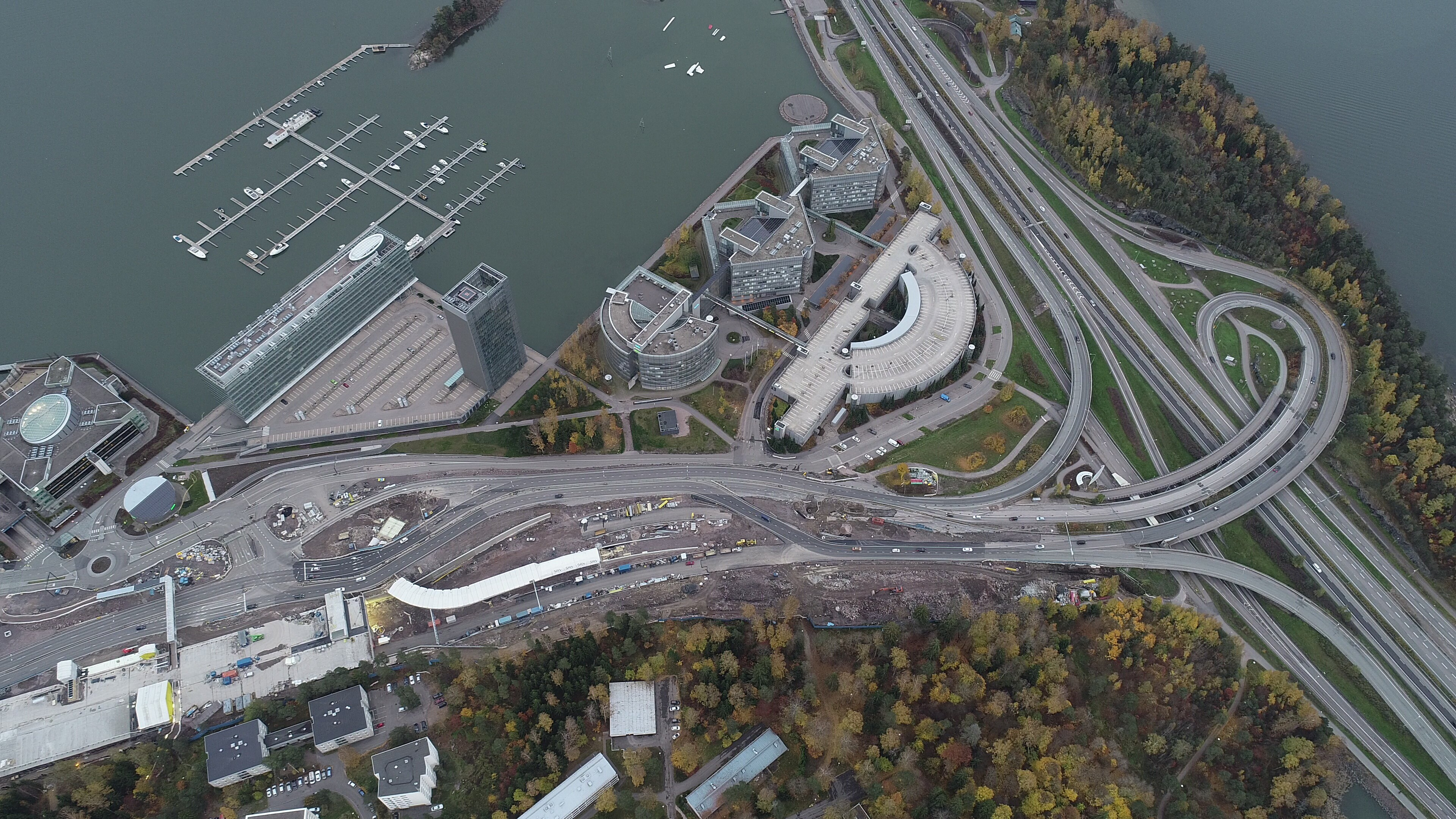
Croisement du Kehä I et de la Kantatie 51.

Keilaniemi est a l'intersection de la Länsiväylä et du Kehä I.
Lehtisaari
La route Kuusisaarentie très fréquentée, relie Munkkiniemi via Kuusisaari et Lehtisaari à Keilaniemi.
Keilaniemi est desservi par la  station de métro de Keilaniemi du länsimetro ouvert en  novembre 2017.
La zone est accessible par tous les bus qui circulent le long de la route ouest. 
Il existe également un service de bus vers Vantaa par Leppävaara.
Le terminal de métro léger Jokeri sera construit à Keilaniemi. 
La construction du Métro léger Jokeri a commencé en 2019 et la ligne devrait entrer en service en 2024.

## Karhusaari
Juste au sud de Keilaniemi, se trouve la petite péninsule de Karhusaari, où a été construit au XIXe siècle, le manoir Sinebrychoff. 
Le manoir, propriété de la ville d'Espoo, abrite le centre d'art de Karhusaari et sa collection d'art contemporain.